# 井細田駅

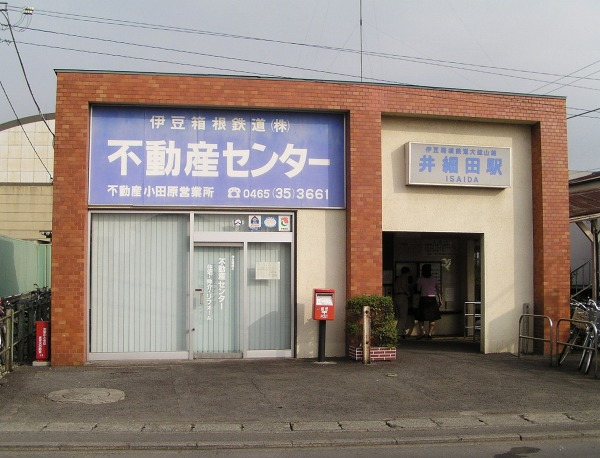
不動産センターを併設していた当時の駅舎（2006年10月）

井細田駅（いさいだえき）は、神奈川県小田原市扇町三丁目にある伊豆箱根鉄道大雄山線の駅。駅番号はID03。

## 歴史
- 1926年（大正15年）11月24日：開業[2]。

## 駅構造
単式ホーム1面1線を有する地上駅。線路の西側にホームが、ホームの西側に駅舎があり、ホームと駅舎とは階段で結ばれる。
無人駅だが、朝晩の通勤時間帯のみ、委託を受けた乗車券回収員が集札業務を行っている。コンクリート造りの小さな駅舎には伊豆箱根鉄道の不動産センターが併設されていたが、2006年（平成18年）3月に閉業した。駅舎の内部には自動券売機、乗車票発行機、ICカード用の簡易改札が設置されており、その他乗車券回収員の事務室もある。

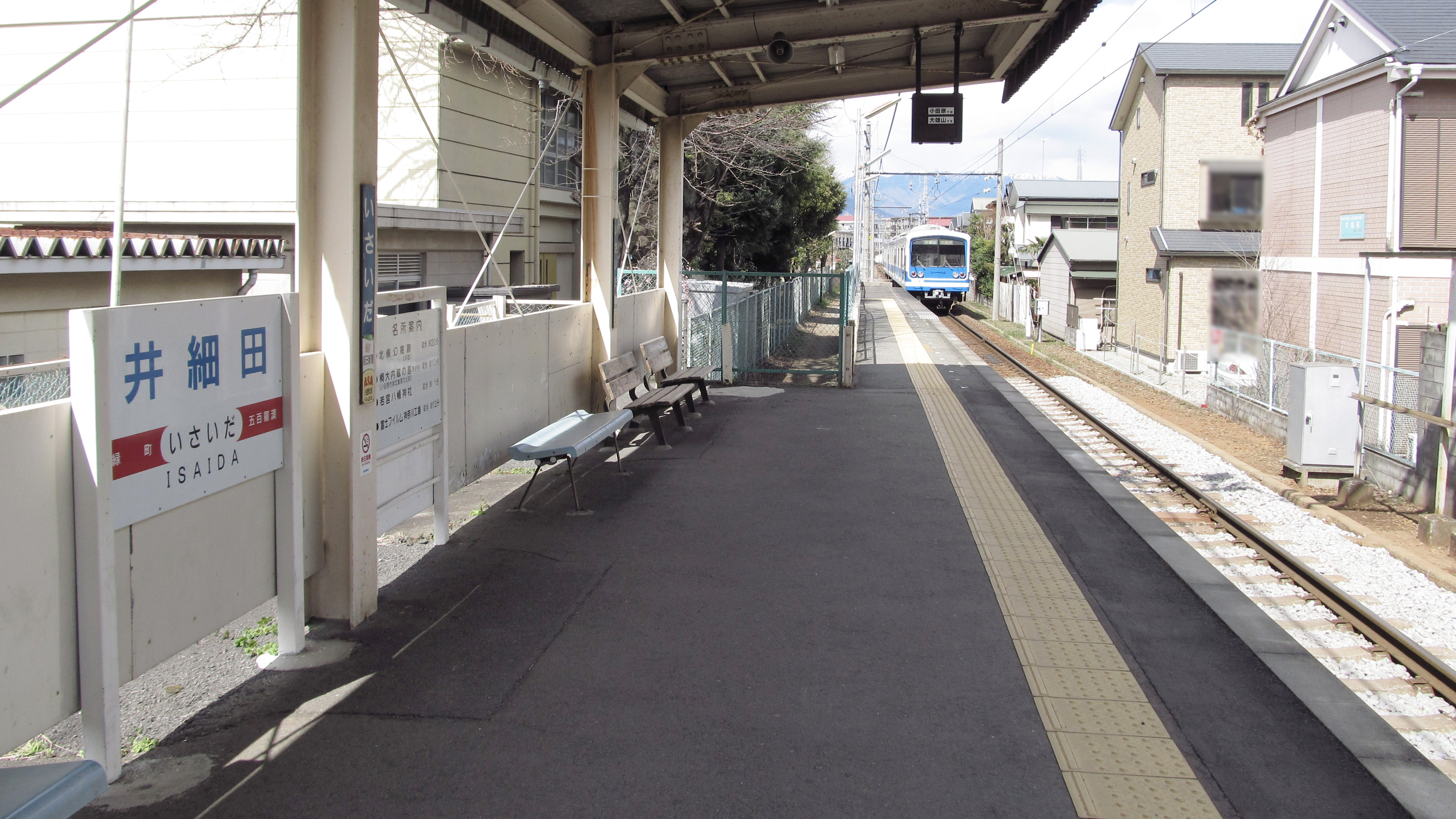
ホーム（2014年3月）

## 利用状況
近年の1日平均乗車人員推移は下記の通り。
| 年度               | 1日平均 乗車人員 | 備考     |
| ------------------ | ---------------- | -------- |
| 1998年（平成10年） | 1,498            |          |
| 1999年（平成11年） | 1,474            |          |
| 2000年（平成12年） | 1,435            |          |
| 2001年（平成13年） | 1,427            |          |
| 2002年（平成14年） | 1,395            |          |
| 2003年（平成15年） | 1,399            |          |
| 2004年（平成16年） | 1,399            |          |
| 2005年（平成17年） | 1,434            |          |
| 2006年（平成18年） | 1,402            |          |
| 2007年（平成19年） | 1,404            |          |
| 2008年（平成20年） | 1,433            |          |
| 2009年（平成21年） | 1,350            |          |
| 2010年（平成22年） | 1,268            |          |
| 2011年（平成23年） | 1,270            |          |
| 2012年（平成24年） | 1,335            |          |
| 2013年（平成25年） | 1,532            |          |
| 2014年（平成26年） | 1,572            |          |
| 2015年（平成27年） | 1,645            |          |
| 2016年（平成28年） | 1,720            |          |
| 2017年（平成29年） | 1,732            |          |
| 2018年（平成30年） | 1,747            |          |
| 2019年（令和元年） | 1,745            |          |
| 2020年（令和02年） | 1,496            | [ * 15 ] |
| 2021年（令和03年） | 1,563            | [ * 1 ]  |

## 駅周辺
駅の西側すぐの所に小田原市立足柄小学校がある。北西300メートルほどの所に小田急小田原線の足柄駅があり、五百羅漢駅も含めて至近距離に3つの駅が存在していることになる。
- 小田原市役所
- 富士フイルム神奈川工場小田原サイト
- 小田原扇町郵便局
- 小田原高等看護専門学校
- アマゾン小田原フルフィルメントセンター
- 国道255号
- 伊豆箱根バス「井細田駅前」停留所
- 山王川

## 隣の駅
伊豆箱根鉄道
 大雄山線
緑町駅 (ID02) - 井細田駅 (ID03) - 五百羅漢駅 (ID04)